# Liebeslied (film 1931)
Liebeslied è un film del 1931 diretto da Constantin J. David. È la versione tedesca dell'italiano La canzone dell'amore diretto da Gennaro Righelli che qui appare come sceneggiatore e supervisore.

## Produzione
Il film fu prodotto dalla Cines-Pittaluga e dall'Itala-Film.

## Distribuzione
Distribuito nei diversi Länder da diverse case, uscì nelle sale cinematografiche tedesche dopo una prima tenuta a Berlino all'U.T. Universum il 21 gennaio 1931. Negli Stati Uniti, il film fu distribuito dall'Associated Cinemas.